# Podsarnie
Podsarnie (węg. Szárnya, słow. Sŕnie) – wieś położona w województwie małopolskim, w powiecie nowotarskim, w gminie Raba Wyżna. W latach 1975–1998 miejscowość administracyjnie należała do województwa nowosądeckiego.
W 2005 r. wieś liczyła 780 mieszkańców.

## Warunki geograficzne
Podsarnie znajduje się na Pogórzu Orawsko-Jordanowskim. Zabudowania i pola miejscowości zajmują dolinę potoku Podsarnianka (Orawka) i zbocza wznoszących się nad nim grzbietów Łysej Góry i Wielkiego Działu.

## Historia i współczesność
Wieś położona w polskiej części Orawy. Jest jedną z najstarszych wsi na Górnej Orawie, nazwa pojawia się w rejestrze podatkowym z 1567. Pierwszym sołtysem był Melchior Sarna, który otrzymał akt lokacyjny wsi. Tym samym ród Thurzonów, panów Zamku Orawskiego, wyznaczył północną granicę swoich wpływów politycznych i gospodarczych. Zasadźca otrzymał przy tym 2 łany leśne oraz zwolnienie od podatków. W okresie niepokojów religijnych w XVII wieku wieś pozostała katolicka, w związku z czym często zawierano małżeństwa i chrzczono dzieci w sąsiednich parafiach Spytkowice i Raba Wyżna. W 2006 utworzono parafię obejmującą Podsarnie i Harkabuz (na mocy dekretu erygującego parafię pod wezwaniem Matki Bożej Nieustającej Pomocy, podpisanego 20 listopada 2006 roku przez metropolitę krakowskiego Kardynała Stanisława Dziwisza): przedtem wieś należała do parafii Podwilk. Przy głównej drodze znajduje się figura św. Jana Nepomucena, ufundowana w 1874 przez Katarzynę i Jana Kapuściaków jako wotum dziękczynne za ocalenie przed powodzią, odnowiona w 1998 roku przez Krystynę i Piotra Antoniaków.
Od czasu swego powstania, aż do roku 1918 wieś była częścią Królestwa Węgier. Po I wojnie światowej, 5 listopada 1918 r., wieś została przyłączona do Polski. 28 listopada 1918 r. Dekretem Tymczasowego Naczelnika Państwa Józefa Piłsudskiego, przyjętym przez rząd ludowy Jędrzeja Moraczewskiego zarządzone zostały tu wybory powszechne do Sejmu Ustawodawczego na dzień 26 stycznia 1919 r. Przynależność do Polski potwierdziło 31 grudnia 1918 r. polsko-czechosłowackie porozumienie zawarte w Chyżnem wyznaczające przebieg tymczasowej granicy wprost od Babiej Góry do Tatr. Jednakże 13 stycznia 1919 r. na skutek sfingowanego rozkazu naczelnego wodza Sił Sprzymierzonych gen. Ferdynanda Focha, Wojsko Polskie otrzymało nakaz wycofania się z tego terenu i w jego miejsce wkroczyło wojsko czechosłowackie. 27 września 1919 r. Rada Ambasadorów zapowiedziała przeprowadzenie tu plebiscytu, i wiosną 1920 r. teren plebiscytowy (całość Górnej Orawy) znalazł się pod kontrolą Międzysojuszniczej Komisji Rządzącej i Plebiscytowej, ale do plebiscytu nie doszło. Decyzją Rady Ambasadorów z 28 lipca 1920 r. wieś powróciła w granice państwa polskiego.
Od 21 listopada 1939 r. do początku 1945 była okupowana przez Słowację.
Ludność wsi utrzymywała się w znacznej mierze z bogactwa okolicznych lasów. Po dziś dzień znana jest z produkcji wyrobów drewnianych, przede wszystkim gontów, a także boazerii, parkietów, pamiątek. Stąd przez mieszkańców okolicznych wsi nazywana jest „gonciarzami”. Dla rolnictwa panują natomiast niesprzyjające warunki przyrodnicze. Gwarowe nazwy mieszkańców to podsarnion, podsarnianka.
Miejscowa szkoła jest pierwszą w Polsce, której nadano imię Lecha i Marii Kaczyńskich, parze prezydenckiej, która poniosła śmierć w katastrofie polskiego Tu-154 w Smoleńsku 10 kwietnia 2010. Uroczystość miała miejsce 15 grudnia 2011.
23 listopada 2018 r. Prezydent Andrzej Duda odsłonił Pomnik Niepodległości, na którym widnieje napis:
1918 – 2018 / „Każdy naród posiada pomniki, które zawarły w sobie jego cierpienia i radości, jak w jednym ognisku ześrodkowując przeżycia całych pokoleń”. / Józef Piłsudski / W SETNĄ ROCZNICĘ ODBUDOWY PAŃSTWA POLSKIEGO / W HOŁDZIE ORAWSKIM BOJOWNIKOM NIEPODLEGŁOŚCI / Ks. Ferdynandowi Machayowi / Piotrowi Borowemu / Wendelinowi Dziubkowi / mieszkańcom Podsarnia i Harkabuza odznaczonym Medalami Niepodległości / Wendelinowi Kapuściakowi „Maciasowi” / Józefowi Możdżeniowi / Pawłowi Siarce / Franciszkowi Olesiakowi / oraz / innym budzicielom ducha narodowego / żołnierzom Kompanii Spisko-Orawskiej / działaczom plebiscytowym / pomnik ten za czasów urzędowania / Prezydenta Rzeczypospolitej Polskiej Andrzeja Dudy / postawili wdzięczni za dar wolności / Rodacy.

## Kultura
Mieszkańcy miejscowości podczas porozumiewania się używają gwary orawskiej, która zaliczana jest przez polskich językoznawców, jako gwara dialektu małopolskiego języka polskiego. Słowaccy eksperci uznają ją jako polsko-słowacką gwarę przejściową.